# Stefano Nicolò Petris
Stefano Nicolò Petris (Cherso, 16 agosto 1943 – Venezia, 4 febbraio 2022) è stato un politico italiano.

## Biografia
Nato sull'isola di Cherso, nel 1947 dovette trasferirsi a seguito dell'esodo giuliano dalmata prima a Bologna, e poi a Chioggia e infine a Venezia.
Eletto consigliere provinciale con il PSI nelle elezioni amministrative del 1985, divenne presidente della Provincia di Venezia nel 1988 a seguito delle dimissioni del democristiano Orlando Minchio.